# Turckheim
Turckheim é uma comuna francesa na região administrativa de Grande Leste, no departamento Alto Reno. Estende-se por uma área de 16,44 km². Em 2010 a comuna tinha 3 894 habitantes (densidade: 236,9 hab./km²).